# George Bovell
George Richard Bovell (18 de julio de 1983) es un deportista de Trinidad y Tobago de la especialidad de natación que obtuvo una medalla de bronce en 200 m combinado en los Juegos Olímpicos de Atenas 2004. Bovell también ha obtenido medallas en el Campeonato Mundial de Natación, Juegos Panamericanos y fue campeón de Centroamérica y del Caribe en los 50 m libre en Cartagena 2006 y Mayagüez 2010.

## Trayectoria
La trayectoria deportiva de George Bovell se identifica por su participación en diversos eventos nacionales e internacionales.
En los XXI Juegos Centroamericanos y del Caribe realizados en Mayagüez, Bovell fue reconocido por ser el primer deportista con el mayor número de medallas de la selección de Trinidad y Tobago.
Su desempeño en la vigésima primera edición de los juegos, se identificó por ser el centésimo cuadragésimo segundo deportista con el mayor número de medallas entre todos los participantes del evento, con un total de 3 medallas:
- , Medalla de oro: 50 m Libre
- , Medalla de plata: 4 × 100 m Relevo
- , Medalla de plata: 50 m Espalda

En los Juegos Panamericanos de 2015, Bovell obtuvo una medalla de bronce en 50 m estilo libre con una marca de 22,17 segundos.